# Trichina basalis
Trichina basalis är en tvåvingeart som beskrevs av Axel Leonard Melander 1927. Trichina basalis ingår i släktet Trichina och familjen puckeldansflugor.
Artens utbredningsområde är Kalifornien. Inga underarter finns listade i Catalogue of Life.